# Eleccions presidencials de Mongòlia de 2017
Les eleccions presidencials de Mongòlia de 2017 van ser unes eleccions presidencials que es van celebrar el 26 de juny de 2017 a Mongòlia. El llavors president Tsakhiagiin Elbegdorj, escollit per primera vegada en 2009 i reelegit en 2013, no podia presentar-se a un tercer mandat per imperatiu constitucional. Per primera vegada, cap candidat va obtenir la majoria dels vots en la primera volta, la qual cosa va obligar a una segona volta entre Khaltmaagiin Battulga i Miyeegombyn Enkhbold el 7 de juliol, que es va avançar dos dies. El tercer candidat, Sainkhuugiin Ganbaatar, es va negar a reconèixer els resultats després de quedar eliminat en la segona volta per haver quedat 1.849 vots per darrere d'Enkhbold, al·legant que s'havien afegit 35.000 vots addicionals al total i que hi havia hagut tupinada. El seu partit, el Partit Revolucionari del Poble de Mongòlia, va exigir un recompte de vots en la província de Bayan-Ölgii.
En la segona volta, Battulga va ser triat per un estret marge amb el 50,61% dels vots vàlids, és a dir, el 55% dels vots emesos per a un candidat.

## Sistema electoral
El president de Mongòlia és triat mitjançant el sistema de segona volta. La llei electoral de Mongòlia considera els vots en blanc emesos en les eleccions presidencials com a vots vàlids. Així, la Comissió Electoral General inclou els vots en blanc en els seus càlculs de la proporció de vots obtinguts per cada candidat; com a resultat, és possible que cap candidat obtingui la majoria dels vots en la segona volta. Si això ocorre, s'anul·la tota l'elecció i se celebrarien noves eleccions amb nous candidats.

## Candidats
Tres partits podien presentar un candidat presidencial: el Partit del Poble de Mongòlia, el Partit Democràtic i el Partit Revolucionari del Poble de Mongòlia.